# Halowe Mistrzostwa Europy w Lekkoatletyce 1974 – bieg na 60 m przez płotki mężczyzn
Bieg na 60 metrów przez płotki mężczyzn – jedna z konkurencji biegowych rozgrywanych podczas halowych lekkoatletycznych mistrzostw Europy w hali Scandinavium w Göteborgu. Eliminacje i bieg finałowy zostały rozegrane 10 marca 1974. Zwyciężył reprezentant Związku Radzieckiego Anatolij Mosziaszwili. Tytułu zdobytego na poprzednich mistrzostwach nie obronił Frank Siebeck z Niemieckiej Republiki Demokratycznej, który tym razem zdobył brązowy medal. Mosziaszwili ustanowił w finale nieoficjalny halowy rekord świata czasem 7,66 s.

## Rezultaty

### Eliminacje
Rozegrano 2 biegi eliminacyjne, do których przystąpiło 16 biegaczy. Awans do finału dawało zajęcie jednego z pierwszych czterech miejsc w swoim biegu (Q).
Opracowano na podstawie materiału źródłowego.
Bieg 1
| Miejsce | Zawodnik           | Czas | Uwagi |
| ------- | ------------------ | ---- | ----- |
| 1       | Guy Drut           | 7,87 | Q     |
| 2       | Wiktor Miasnikow   | 7,93 | Q     |
| 3       | Leszek Wodzyński   | 7,94 | Q     |
| 4       | Krister Clerselius | 8,01 | Q     |
| 5       | Vlastimil Hoferek  | 8,02 |       |
| 6       | Günther Nickel     | 8,06 |       |
| 7       | Jorge Zapata       | 8,11 |       |
| 8       | Yves Kirpach       | 8,33 |       |

Bieg 2
| Miejsce | Zawodnik              | Czas | Uwagi |
| ------- | --------------------- | ---- | ----- |
| 1       | Anatolij Mosziaszwili | 7,75 | Q     |
| 2       | Frank Siebeck         | 7,81 | Q     |
| 3       | Mirosław Wodzyński    | 7,87 | Q     |
| 4       | Giuseppe Buttari      | 7,98 | Q     |
| 5       | Beat Pfister          | 7,98 |       |
| 6       | Yannick Vésin         | 8,00 |       |
| 7       | Efstratios Wasiliu    | 8,08 |       |
| 8       | Petr Čech             | 8,15 |       |

### Finał
Opracowano na podstawie materiału źródłowego.
| Miejsce | Zawodnik              | Czas | Uwagi |
| ------- | --------------------- | ---- | ----- |
| 1       | Anatolij Mosziaszwili | 7,66 | WR    |
| 2       | Mirosław Wodzyński    | 7,68 | NR    |
| 3       | Frank Siebeck         | 7,75 |       |
| 4       | Leszek Wodzyński      | 7,94 |       |
| 5       | Giuseppe Buttari      | 8,01 |       |
| 6       | Krister Clerselius    | 8,05 |       |
| 7       | Wiktor Miasnikow      | 8,51 |       |
| –       | Guy Drut              | DNF  |       |